# Papa (ort i Gambia)
Papa är en ort i Gambia. Den ligger i regionen Central River, i den centrala delen av landet, 150 km öster om huvudstaden Banjul. Antalet invånare var 304 vid folkräkningen 2013.